# I. Konstantin bolgár cár
I. Konstantin vagy Csendes Konstantin (? – 1277 ősze) bolgár cár 1257-től haláláig.
Egy Tihomir nevű előkelő fiaként született, édesanyja I. István szerb fejedelem névtelen leánya volt. Trónraléptével nem állott helyre az ország békéje: a cár ellen Mico boljár lépett fel, aki dél-bulgáriai cárnak kiáltotta ki magát és Bizánctól kapott segítséget. Hosszú testvérháború lángolt fel, míg végül Mico Bizáncba szökött. Később újabb vetélytárs, Jakov Szvetoszláv jelent meg és Bulgária északnyugati részében rendezkedett be önálló uralkodóként. És mindezek tetejében északnyugatról magyarok, északról tatárok özönlötték el a bolgár földeket, ez utóbbiak évente nyomultak be Észak-Bulgáriába és kegyetlen pusztításokat végeztek. A gyenge cár arra kényszerült, hogy Nogaj tatár kán vazallusává legyen. Az 1277-ben kitört Ivajlo-féle parasztfelkelés megrengette az államot, és a lázadó ellen hadba szállt cár elesett a csatában.